# Evener
Evener (tidligere kendt som lamuter, hvilket betyder "oceanfolket" på even) (эвэн, pl. эвэсэл på even og эвены på russisk) er et manchu-tungusisk folk i Sibirien og russisk fjernøsten. De bor i visse dele af Magadan oblast og Kamtjatka kraj og de nordlige dele af Sakha øst for floden Lena. Ifølge folketællingen 2002 fandtes der 19.071 evener i Rusland, ifølge folketællingen 2010 fandtes der 22.383 evener i Rusland, heraf boede 15.071 i Republikken Sakha, 2.635 i Magadan oblast, 1.872 i Kamtjatka kraj, 1.392 i Tjukotskij autonome okrug og 1.128 i Khabarovsk kraj. De taler deres eget sprog, even, der tilhører den tungusiske sprogfamilie. Evenerne ligger tæt på evenkere med hensyn til oprindelse og kultur. Officielt regnes de for ortodokse siden det 19. århundrede, men evenerne formåede at bevare forskellige former for ukristelige religiøse træk så som shamanisme. Traditionelt har evenernes liv været opbygget omkring nomadisk husdyrhold med tæmmede rensdyr suppleret med jagt, fiskeri og fangst. Ved folketællingen i Ukraine i 2001 fandtes her 104 evener, hvoraf 19 talte deres eget sprog.
Evenernes forfædre menes at være migreret fra Transbajkal til kystområderne i det østlige Sibirien. Evenerne brugte også deres rensdyr som ridedyr. Husholdningen blev suppleret med jagt om vinteren efter vildt. Jægerne red nogle gange på rensdyr, andre gange bevægede de sig på ski af træ.
Den traditionelle boligform var koniske telte dækkede med dyreskind. I de sydlige kystegne blev fiskeskind anvendt. Fastboende evener boede i hytter af jord og træ. Skure kunne bygges i nærheden af boligen til opbevaring af frossen fisk og kød.
Sovjettiden indebar betydelige forandringer for evenerne. De fik et skriftsprog og udryddede analfabetismen blandt dem i 1930-erne. Mange hidtidige nomader valgte at bosætte sig fast, deltage i kolchoser og medvirke ved kvægavl og agerbrug.